# Hartmannstraße 30 (Bad Kissingen)

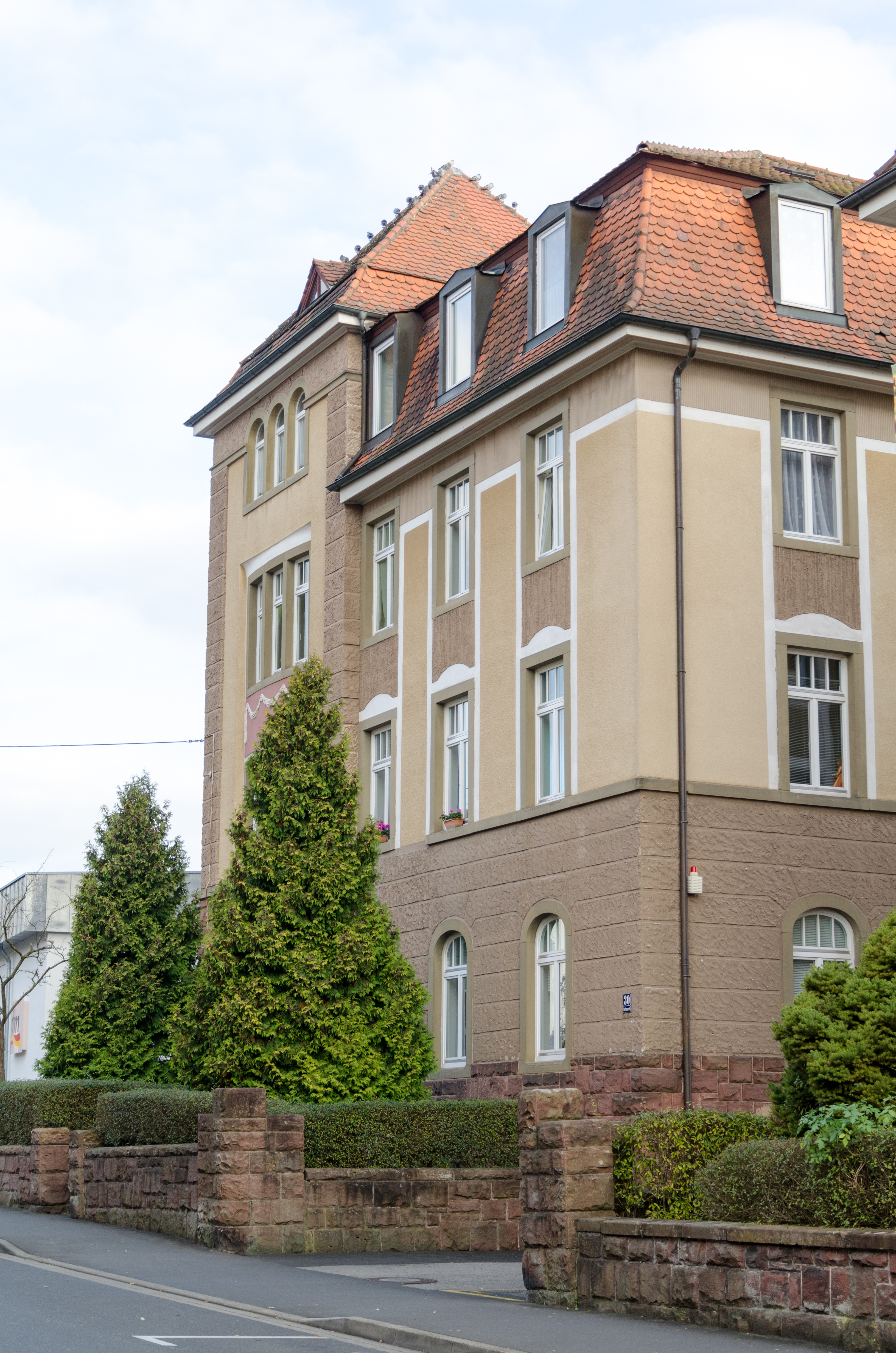
Hartmannstraße 30 in Bad Kissingen

Das Anwesen Hartmannstraße 30 in der Hartmannstraße in Bad Kissingen, der Großen Kreisstadt des unterfränkischen Landkreises Bad Kissingen, gehört zu den Bad Kissinger Baudenkmälern und ist unter der Nummer D-6-72-114-300 in der Bayerischen Denkmalliste registriert.

## Geschichte
Das Mietshaus wurde im Jahr 1909 vom Bad Kissinger Architekten Carl Krampf im späten Jugendstil errichtet. Bei dem Anwesen handelt es sich um einen dreigeschossigen Mansardwalmdachbau mit viergeschossigem Eckpavillon mit Pyramidendach. Barockisierende Züge des Anwesens äußern sich im Mansarddach, in der Bauform des Eckpavillons, oder in der für den Jugendstil charakteristischen Ornamentform des Louis-Seize-Festons. Andererseits hat das Anwesen eine gewisse Linienstrenge, die für die Spätphase des Jugendstils ab 1910 charakteristisch ist und sprödere, klassizisierende Elemente ankündigt.
Zu dem Anwesen gehört eine gleichzeitig entstandene Vorgarteneinfriedung in Hausteinverkleidung.